# 위너스터디
(주)위너스터디는 2007년에 설립된 교육 전문 기업이다. 2005년 6월에 소프트뱅크 유웨이와 에듀토피아 중앙교육을 합병한 기업인 유웨이중앙교육의 자회사로 설립 당시의 명칭은 유웨이 러닝이었으나 설립 5달 만에 명칭을 엑스터디로 바꾸었다. 이후 2009년 인터넷강의에서 언어영역 전국 1위를 하고있던 메가스터디 이근갑 강사가 엑스터디를 인수하였고, 12월 2일 공동대표로 영입하며 사명을 위너스터디로 변경하였다.
2011년 9월 현재 노량진에 고등부 단과(2관)와 재수종합반(1관) 이 있으며, 용인에 기숙학원 이 있다.
2012년, 웹 사이트 위너스터디를 폐지하고 온라인 강의 사업을 스카이에듀와 통합하였다.

## 같이 보기
- 메가스터디
- 이투스
- EBSi
- 비타에듀
- 비상에듀
- 스카이에듀
- 티치미
- 대성마이맥